# The Abominable Snowmen
The Abominable Snowmen (Les Abominables hommes des neiges) est le trente-huitième épisode de la première série de la série télévisée britannique de science-fiction Doctor Who, diffusée pour la première fois en six parties hebdomadaires du 30 septembre au 4 novembre 1967, il montre pour la première fois le Docteur affrontant les Yétis. Sur les six parties de cet épisode une seule aura été conservée.

## Accroche
Le Docteur réussit à faire atterrir le TARDIS dans l'Himalaya. Lui et ses compagnons se retrouvent dans un monastère subissant l'assaut d'étranges Yétis robotisés.

## Distribution
- Patrick Troughton — Le Docteur
- Frazer Hines — Jamie McCrimmon
- Deborah Watling  — Victoria Waterfield
- Jack Watling — Le Professeur Travers
- Wolfe Morris — Padmasambhava
- Charles Morgan — Songsten
- Norman Jones — Khrisong
- David Grey — Rinchen
- David Spenser — Thonmi
- Raymond Llewellyn — Sapan
- David Baron — Ralpachan
- Reg Whitehead, Tony Harwood, Richard Kerley, John Hogan — Les Yétis

## Résumé
Le Docteur est content car pour la première fois depuis longtemps, il semble avoir réussi à faire atterrir le TARDIS à l'endroit souhaité : le Tibet où autrefois le Docteur est venu. Ayant fait connaissance d'une communauté de moines bouddhistes, ceux-ci lui avaient laissé le "Ghanta sacré" une cloche et relique sacrée que le Docteur a gardé caché dans les environs et qu'il compte remettre au monastère après 300 ans d'absence. Jamie et Victoria retrouvent la cloche ainsi qu'une épée. Alors qu'ils remarquent d'étranges traces de pas autour du TARDIS, le Docteur tombe sur un cadavre sur la route du monastère. Il s'agit du compagnon du professeur Travers, un anthropologue à la recherche du Yéti qui a trouvé refuge au monastère. Lorsque le Docteur arrive sur place, il est accusé d'être responsable de l'assassinat et enfermé par les moines dans une cellule. 
Pendant que Khrisong, le chef de la communauté s'interroge sur les accusations de Travers, Victoria et Jamie se retrouvent enfermés dans une caverne qu'ils tentaient d'explorer. Ils y découvrent une pyramide de petites sphères en argent lorsqu'un Yéti entre dans la grotte. Jamie défend Victoria grâce à son épée et tous deux réussissent à s'enfuir en emportant une des sphères. Pendant ce temps, un des moines, Thonmi est persuadé que le Docteur est innocent car il a rapporté le Ghanta sacré et il décide de s'en référer au père Songsten qui est en communion avec le maître du monastère, Padmasambhava. Celui-ci connaît la personnalité du Docteur et pense qu'il va interférer dans un projet nommé "le grand plan" et efface la mémoire de Thonmi.
Le Docteur est amené face à Khrisong qui décide de lui faire passer un test pour savoir si l'apparition des Yétis est dû à sa présence et il est enchaîné à la porte du monastère. Travers rencontrant Jamie et Victoria, ceux-ci lui explique que le Docteur n'est pas une menace et tous trois interviennent en sa faveur pour qu'il soit libéré. Un des Yéti attaque le monastère et est fait prisonnier. En examinant le corps de la créature, le Docteur s'aperçoit qu'il s'agit de robots et que ceux-ci sont commandés par des boules sphériques semblables à celles que Jamie et Victoria ont retrouvées.  
Les Yétis sont en réalité contrôlés par Padmasambhava qui utilise d'une sorte de jeu d'échecs pour les déplacer. Deux d'entre eux attaquent le monastère tandis que le Yéti capturé est réactivé et attaque Victoria et Thonmi. Il parvient à repartir après avoir tué quelques moines guerriers et Victoria et Thonmi sont accusés d'avoir fait revivre la créature et enfermés à leur tour. Travers suit le Yéti en fuite jusqu'à une caverne où il dépose des sphères. Celles-ci semblent faire apparaître une sorte de substance proche de la toile d'araignée depuis les murs. Au monastère, Songsten rapporte à Padmasambhava que leur plan fonctionne. Il lui répond que pour la prochaine phase les moines devront quitter le monastère. 
Jamie et le Docteur retournent au TARDIS pour aller y chercher un détecteur de sphère, mais le vaisseau est gardé par un Yéti qu'ils arriveront à passer. Ils retournent au monastère et parviennent à faire une alliance avec Khrisong. Pendant ce temps, Songsten fait rentrer des Yétis dans le monastère pour faire fuir les moines et Victoria parvient à s'échapper de sa cellule et à se retrouver dans la pièce où se trouve Padmasambhava. Victoria parvient à se faire hypnotiser par lui et est envoyée auprès des  moines. La voix de Padmasambhava s'échappe de sa bouche et demande aux moines de fuir le monastère.
Un peu plus tard, le Docteur retrouve Padmasambhava qu'il a connu trois cents ans auparavant. Celui-ci lui explique qu'il sert d'hôte à une forme extra-terrestre nommée la Grande Intelligence, celle-ci le force à rester vivant depuis toutes ces années et cherche à apparaître sur Terre. Le Docteur repart auprès de Victoria qui, dans un état de transe, répète sans cesse la même phrase. Prenant compte du témoignage de Travers, il découvre que Songsten sert de lien entre les Yétis et le monastère. Peu de temps après que la Grande Intelligence parvienne à tuer Khrisong, le Docteur réussit à faire rendre la raison à Songsten. 
Le Docteur affronte l'Intelligence avec l'aide de Jamie, Victoria et Thonmi. Ayant découvert que les Yétis sont contrôlés depuis la salle où se trouve Padmasambhava, Jamie et Thonmi détruisent l'équipement tandis que le Docteur distrait la Grande Intelligence. Les Yétis sont désactivés et Padmasambhava trouve enfin le repos dans la mort. Alors qu'ils se dirigent vers le TARDIS, Travers aperçoit le véritable Yéti et part à sa recherche pendant que le Docteur et ses compagnons repartent dans le TARDIS.

## Continuité
- Le professeur Travers, les Yetis et la Grande Intelligence réapparaissent dans l'épisode « The Web of Fear. » Les Yétis reviendront aussi dans « The Five Doctors »  et les premières interactions de la Grande Intelligence sur Terre sont racontées dans l'épisode de la seconde série « La Dame de glace. »
- Jamie pense être revenu sur Telos, la planète dans laquelle se déroulait les événements de l'épisode précédent.
- Le Docteur gardera le même manteau de fourrure dans l'épisode suivant, ainsi que dans l'épisode spécial 20 ans de la série « The Five Doctors ».

## Production

### Scénarisation
Les Daleks ayant disparu de la série pour des raisons de droits, (leur créateur, Terry Nation travaillait à l'époque sur une série spin-off autour d'eux) il fallait retrouver de nouveaux ennemis au Docteur et les Yétis furent envisagés durant une époque pour les remplacer. Néanmoins, l'idée venait surtout de Patrick Troughton qui s'était plaint du manque d'épisodes de Doctor Who se déroulant sur Terre. Henry Lincoln était à l'époque un ami de l'acteur et après quelques recherches sur l'Himalaya et les légendes du Yéti, il décida avec son collègue Mervyn Haisman de présenter une ébauche à la BBC. Le 3 mai 1967, ils furent engagés officiellement pour écrire « The Abominable Snowmen ».
À l'époque de cet épisode, l'équipe dirigeante était en plein changement, et Peter Bryant, qui occupait brièvement la place de script editor (une tâche que l'on pourrait résumer à « responsable des scénarios ») donna trois mois d'essai aux nouveaux scénaristes, ayant dans l'idée de trouver du sang neuf dans l'équipe des scénaristes. Assez pointilleux, Haisman et Lincoln utilisèrent de véritables noms tibétains (Padmasambhava s'inspirant du véritable nom d'un maître bouddhiste des temps anciens). Le producteur Innes Lloyd se montrera assez content de cet épisode qui pouvait permettre de faire un tournage à l'extérieur.

### Casting
C'est évidemment Deborah Watling qui suggéra que son père, Jack Watling joue le rôle du professeur Travers. Jack Watling, qui était à l'époque un acteur confirmé qui avait joué dans de nombreux films, accepta. Il reprendra ce rôle dans l'épisode « The Web of Fear »  et était prévu pour réapparaître dans « The Invasion. » Il rejouera aussi dans un spin-off non officiel de la série, « Downtime. »
Norman Jones jouera le rôle du Major Baker dans « Doctor Who and the Silurians » et celui de Hieronymous dans « The Masque of Mandragora ».

### Tournage
« The Tomb of the Cybermen » ayant été filmé à la fin de la 5e saison, la question s'est posé s'il fallait ou non commencer le tournage de la saison 5 par cet épisode ou par « The Ice Warriors. » Finalement, cet épisode fut choisi en premier car il serait plus facile de tourner en extérieur vers la fin de l'été que vers l'automne. Le réalisateur engagé pour cet épisode fut Gerald Blake qui avait déjà réalisé des épisodes de séries comme Z-Cars et dont c'est l'unique tournage pour Doctor Who. 
Le tournage commença le 23 août 1967 dans les studios d'Ealing où furent tournés les scènes se déroulant dans les grottes ainsi qu'une scène où Padmasambhava se met à fondre, et qui, jugée inutilement effrayante, fut ôté du scénario au profit d'une mort apaisée dans les bras du Docteur. Le tournage en extérieur eu lieu à partir du 4 septembre dans les Galles du Nord à Nant Ffrancon, dont les rochers pouvaient simuler le Tibet. Les six jours de tournage étaient à l'époque, l'un des plus longs tournage d'un épisode de Doctor Who en dehors des studios, dû pour la plupart à la tombée de la pluie, qui faisait disparaître la neige et rendait glissant les costumes de Yétis. 
Comme toujours, chaque partie fut tournée au studio BBC D de Lime Grove, les épisodes étant répétés toute la semaine avant d'être enregistrés d'un seul tenant dans la journée du samedi. Seulement, afin de ne pas répéter les problèmes de rythme de la saison 4, où les épisodes étaient enregistrés une semaine à peine avant leur diffusion, il fut décidé de tourner les parties une et deux de l'épisode successivement le 15 et 16 septembre. Le reste fut enregistré du 23 septembre au 14 octobre, ce qui permit de garder un rythme de trois semaines entre le tournage d'un épisode et sa diffusion.

## Diffusion et Réception
| Épisode | Date de diffusion | Durée | Téléspectateurs en millions | Archives                                |
| --- | ----------------- | ----- | --------------------------- | --------------------------------------- |
| Épisode 1 | 30 septembre 1967 | 24:15 | 6,3                         | Bande audio et quelques extraits vidéos |
| Épisode 2 | 7 octobre 1967    | 23:15 | 6,0                         | Film 16mm                               |
| Épisode 3 | 14 octobre 1967   | 23:55 | 7,1                         | Bande audio et quelques extraits vidéos |
| Épisode 4 | 21 octobre 1967   | 24:11 | 7,1                         | Bande audio et quelques extraits vidéos |
| Épisode 5 | 28 octobre 1967   | 23:51 | 7,2                         | Bande audio et quelques extraits vidéos |
| Épisode 6 | 4 novembre 1967   | 23:31 | 7,4                         | Bande audio et quelques extraits vidéos |
| Diffusé en six parties du 30 septembre au 4 novembre 1967, l'épisode fit entre 6.3 et 7.4 millions de spectateurs, permettant de garder une audience confortable pour la série. |                   |       |                             |                                         |

Les retours immédiat furent assez enthousiastes concernant les Yétis et il fut demandé, peu de temps avant le tournage de la partie 4 à Mervyn Haisman et Henry Lincoln de réécrire un épisode avec ces monstres. Le bruit caractéristique des sphères lorsqu'elles tentaient de retourner vers le corps des Yétis a fait partie, au même titre que le "EXTERMINATE" des Daleks, des cris que les enfants anglais poussaient dans la cour d'école. 
L'épisode est apprécié par la critique classique et moderne qui apprécient la façon dont le monastère devient un lieu inquiétant, l'utilisation du passé du Docteur pour justifier l'introduction de l'épisode et l'idée de la Grande Intelligence tentant de se matérialiser depuis un plan astral. En règle générale, les Yétis restent des ennemis récurrent apprécié bien que trop peu exploité dans les années 60, mais ils confirment la réputation de l'ère "Troughton" comme étant celle des "monstres". Comme beaucoup d'autres épisodes, celui-ci suit la structure de la base isolée attaquée par des forces extérieures. 

### Épisodes manquants
Dans les années 1960 et 70 à des fins d'économie, la BBC détruisit de nombreux épisodes de Doctor Who. Seule la deuxième partie de l'épisode fut conservée dans les archives de la BBC. Des captures d'écrans (les "télésnaps") purent permettre de reconstruire cet épisode, notamment sous forme de roman photo. 
Cette deuxième partie comporte toutefois une légère erreur de son lorsque le Docteur examine le Yéti. Une erreur qui sera corrigée plus tard sur les restaurations des copies de l'épisode en recollant d'autres bouts de phrases prononcées par Patrick Troughton durant la série.

## Novélisation
Adapté par Terrance Dicks, "Doctor Who and The Abominable Snowmen" sortit en novembre 1974 aux éditions Target Book. Les noms des moines Tibétains y sont alors changé afin de ne pas choquer les bouddhistes. Lors de sa réédition en 1983, l'épisode se vit attribuer le numéro 1 pour des raisons d'ordre alphabétique. Cette novélisation connu des traductions en turc en avril 1975 sous le titre Doktor Kim Ve Korkunç Karadamlari et en portugais  en 1983 sous le titre "Doutor Who e os Abominaveis Homens Das Neves"
Cette novélisation fut traduite en français en septembre 1987 par les éditions Garancière dans la collection Igor et Grichka Bogdanov présentent Doctor Who sous le titre "Docteur Who - L'Abominable Homme des neiges" et porte le n°7 de la collection. La traduction est de Corine Derblum et l'illustration de couverture de  Jean-François Pénichoux. À noter que les Frères Bogdanov n'ont jamais eu vraiment aucun rôle dans cette histoire. Les droits de la série appartenaient à l'époque à TF1 et elle aurait dû être diffusée dans Temps X mais la série fut finalement diffusée confidentiellement le dimanche matin.

## Éditions  VHS, CD et DVD
L'épisode n'a jamais été édité en français, mais a connu plusieurs éditions au Royaume-Uni, en Australie et aux États-Unis.
- La partie 2 est sortie en VHS dans le coffret « The Troughton Years » en 1991 en Angleterre.
- La bande son de l'épisode retrouvée par les fans fut éditée dans sa version restaurée le 2 juillet 2001 en CD vec la voix off de Frazer Hines servant d'introduction et de lien entre les différents passages. Elle fut rééditée sur deux nouveaux coffrets : « Yeti Attack » le 7 juillet 2003 avec la bande son de « The Web of Fear » et le 2 février 2012 dans le coffret « Doctor Who, the Lost Episodes - Collection Four. »
- Une reconstruction de l'épisode a été effectuée par l'équipe de « Loose Cannon Productions » en avril 2006[9]. L'épisode, diffusé gratuitement par VHS est constitué d'un diaporama à partir des bandes son, des télésnaps de l'épisode et des images retrouvées. Elle y inclut également une introduction et une conclusion par Judy Marsh (assistante de production à l'époque de la série), une interview de celle-ci, un mini-documentaire sur le tournage de l'épisode, les effets spéciaux et une ancienne interview de Mervyn Haisman.
- En février 2009 une version audio de la novélisation sortie sur CD, lue par David Troughton (le fils de Patrick Troughton)
- Plusieurs reconstitutions pirates de cet épisode sont disponibles sur le net.